# Bulbophyllum pleurothalloides
Bulbophyllum pleurothalloides är en orkidéart som beskrevs av Oakes Ames. Bulbophyllum pleurothalloides ingår i släktet Bulbophyllum och familjen orkidéer. Inga underarter finns listade i Catalogue of Life.